# Contenta tu
Contenta tu è il primo album in studio del cantautore italiano Marco Castello, pubblicato il 5 febbraio 2021 dalle etichette 42 Records e Sony Music.

## Tracce
Testi di Marco Castello.
1. Porsi – 3:23
2. Cicciona – 3:25
3. Luca – 3:56
4. Torpi – 4:12
5. Palla – 3:58
6. Marchesa – 3:25
7. Contenta tu – 3:05
8. Villaggio – 3:42
9. Addiu – 5:02
10. Dopamina – 2:32
11. Avò – 4:35